# Distrito de Pathanamthitta
Pathanamthitta (en malayalam; പത്തനംതിട്ട ജില്ല) es un distrito de India, en el estado de Kerala. 
Comprende una superficie de 2 637 km².
El centro administrativo es la ciudad de Pathanamthitta.

## Demografía
Según censo 2011 contaba con una población total de 1 195 537 habitantes.